# نیکو ریبل
نیکو ریبل (انگلیسی: Nico Rieble؛ زادهٔ ۲۲ اوت ۱۹۹۵) بازیکن فوتبال اهل آلمان است.
از باشگاه‌هایی که در آن بازی کرده‌است می‌توان به باشگاه فوتبال بوخوم اشاره کرد.